# Benjamin Thorne
Benjamin Gary Thorne (ur. 19 marca 1993) – kanadyjski chodziarz.
W 2013 zdobył brązowy medal uniwersjady w chodzie na 20 km – kanadyjski zespół w składzie Evan Dunfee, Iñaki Gomez i Benjamin Thorne uzyskał czas 4:20:35 i zajął 3. miejsce w klasyfikacji drużynowej.
W 2015 wywalczył srebro uniwersjady w chodzie na 20 km z czasem 1:21:33. W tym samym roku zdobył brązowy medal mistrzostw świata w tej samej konkurencji, pobijając czasem 1:19:57 rekord Kanady.
Studiuje inżynierię mechaniczną na University of British Columbia.

## Rekordy życiowe
Na podstawie:
- chód na 10 000 metrów – 40:26 (Calgary, 30 czerwca 2012)
- chód na 20 kilometrów – 1:19:55 (Rzym, 7 maja 2016)

23 sierpnia 2015 Thorne ustanowił wynikiem 1:19:57 nieaktualny już rekord Kanady w chodzie na 20 kilometrów.